# فاودي ندايسينغا
فاودي ندايسينجا (15 يونيو 1989 ببوجومبورا في بوروندي - ) هو لاعب كرة قدم بوروندي في مركز الوسط. شارك مع منتخب بوروندي لكرة القدم. أما مع النوادي، فقد لعب مع فيتال أو ونادي الجيش الوطني الرواندي ونادي رايون سبورتس ونادي سوفاباكا ونادي كيوفو سبورت.

## وصلات خارجية
- فاودي ندايسينجا على موقع الاتحاد الدولي (مؤرشف)  (الإنجليزية)
- فاودي ندايسينجا على موقع ناشيونال فوتبول تيمز (الإنجليزية)